# Intihuatana
Intihuatana is een monotypisch geslacht van spinnen uit de  familie van de Hahniidae (kamstaartjes).

## Soort
- Intihuatana antarctica Simon, 1902